# Poinçon (couverture)
Pour les articles homonymes, voir Poinçon (homonymie).

En architecture, un poinçon est une tuile d’ornement, qui couronne le point de rencontre d'un faîtage et des arêtiers, des arêtiers entre eux s'il n'y a pas de faîtage, ou le sommet d'un comble conique.
La matière est en général la même que celle de la couverture : terre cuite pour le toit en tuiles traditionnelles et le métal pour les toits recouvert de feuilles métalliques, comme le zinc ou le cuivre. Le poinçon se monte sur un porte-poinçon ; pièce de la même matière qui chevauche le faîtage.